# Eopolytrichum antiquum
Eopolytrichum antiquum là một loài rêu trong họ Polytrichaceae. Loài này được Konopka, Herend., G.L. Merr. & P. Crane mô tả khoa học đầu tiên năm 1997.